# Gare de Bobo-Dioulasso
La gare de Bobo-Dioulasso est une gare ferroviaire burkinabé de la ligne d'Abidjan à Ouagadougou, située à proximité du centre-ville de Bobo-Dioulasso, préfecture du département du même nom, dans la province de Houet en région Hauts-Bassins.

## Situation ferroviaire
Établie à 438 mètres d'altitude, la gare de Bobo-Dioulasso est située au point kilométrique (PK) 796 de la ligne d'Abidjan à Ouagadougou, entre la gare de Darsalamy et celle de Kouentou ; s'intercalait la halte de Dafinso (voir Schéma de la ligne d'Abidjan à Ouagadougou).

## Historique
La gare de Bobo-Dioulasso est créée pour l'exploitation du tronçon en provenance de la Côte d'Ivoire, dont les travaux avaient débuté en 1928. Après la pénétration en Haute-Volta au début 1932, les travaux de la ligne ferroviaire sont finis fin 1933 et la gare ouvre au trafic restreint en décembre 1933 puis au trafic complet en février 1934 devenant ainsi le terminus momentané de la ligne. Elle est réalisée, comme l'ensemble de la ligne ferroviaire, par le Génie militaire français.
Après la guerre, la construction du reste de la ligne est reprise avec la réalisation du tronçon allant de Bobo-Dioulasso à Béréba (puis vers Ouagadougou) à partir de 1946 jusqu'en 1954. Contrairement à la précédente, cette section est réalisée à la suite d'un appel d'offres remporté par des entreprises de la Côte d'Ivoire contrairement aux infrastructures situées en amont de Bobo-Dioulasso dont les chantiers dépendaient de l'armée. La gare devient alors un arrêt important sur la ligne menant à Ouagadougou.

## Architecture
La gare est édifiée dans le style néo-soudanais alliant à la fois les principes et l'esthétique traditionnels de l'architecture dite « soudanaise » et les apports techniques et esthétiques du style colonial.